# Catania (stad)

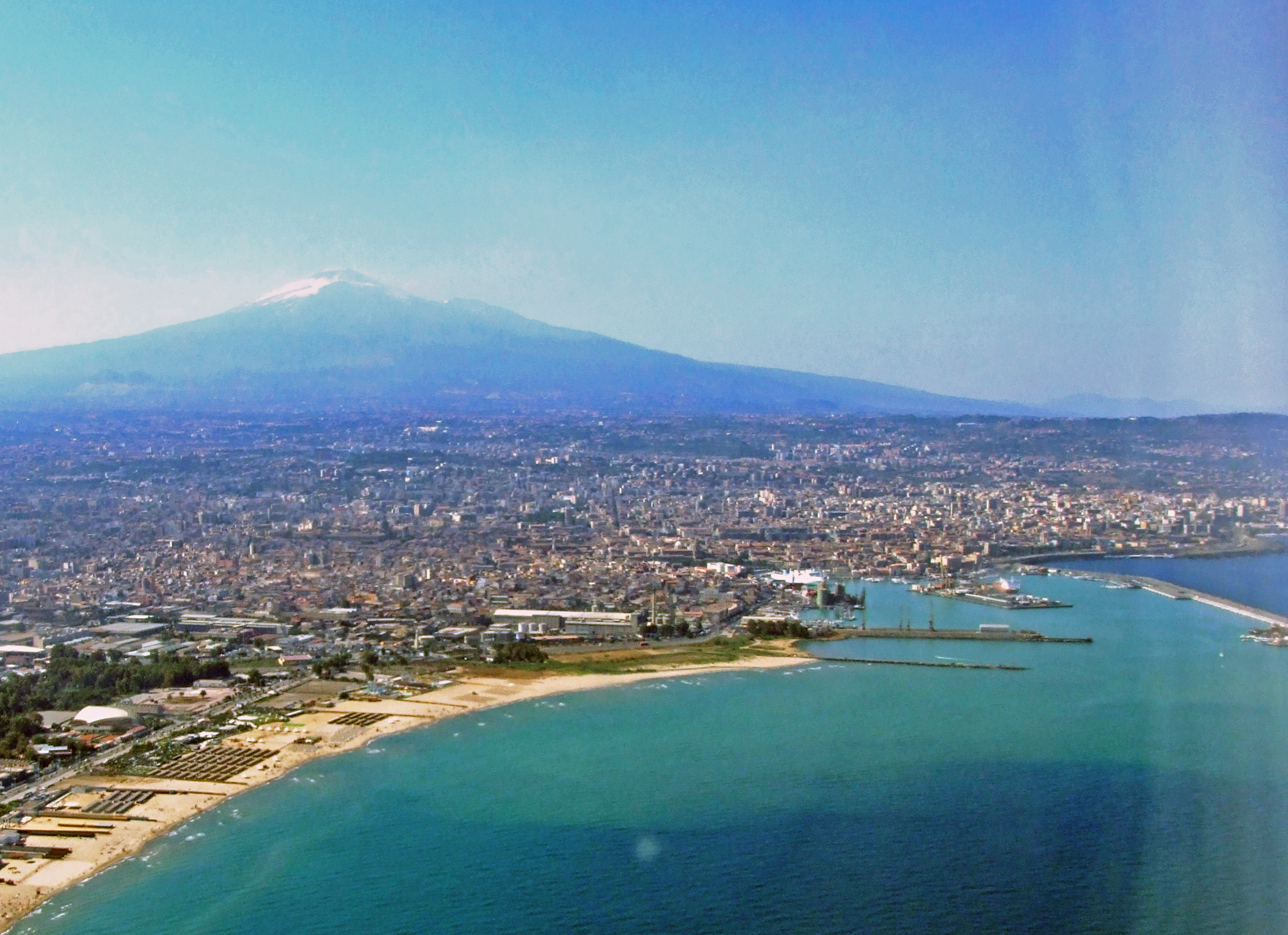
Luchtfoto van Catania met op de achtergrond de Etna

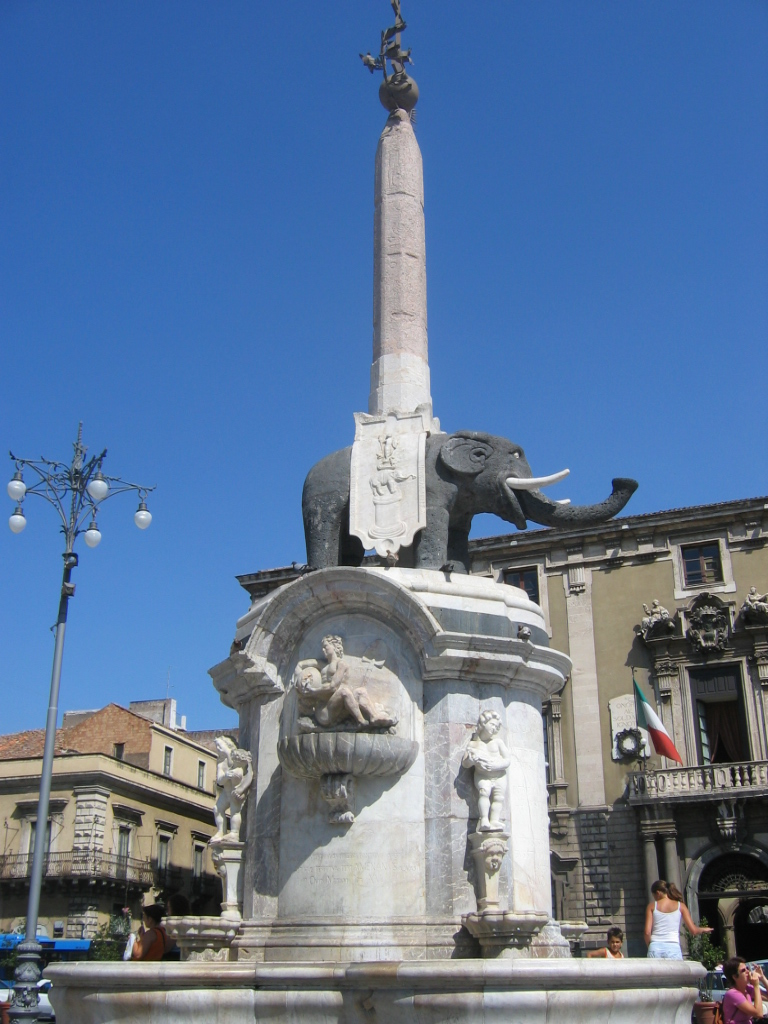
Fontana dell'Elefante

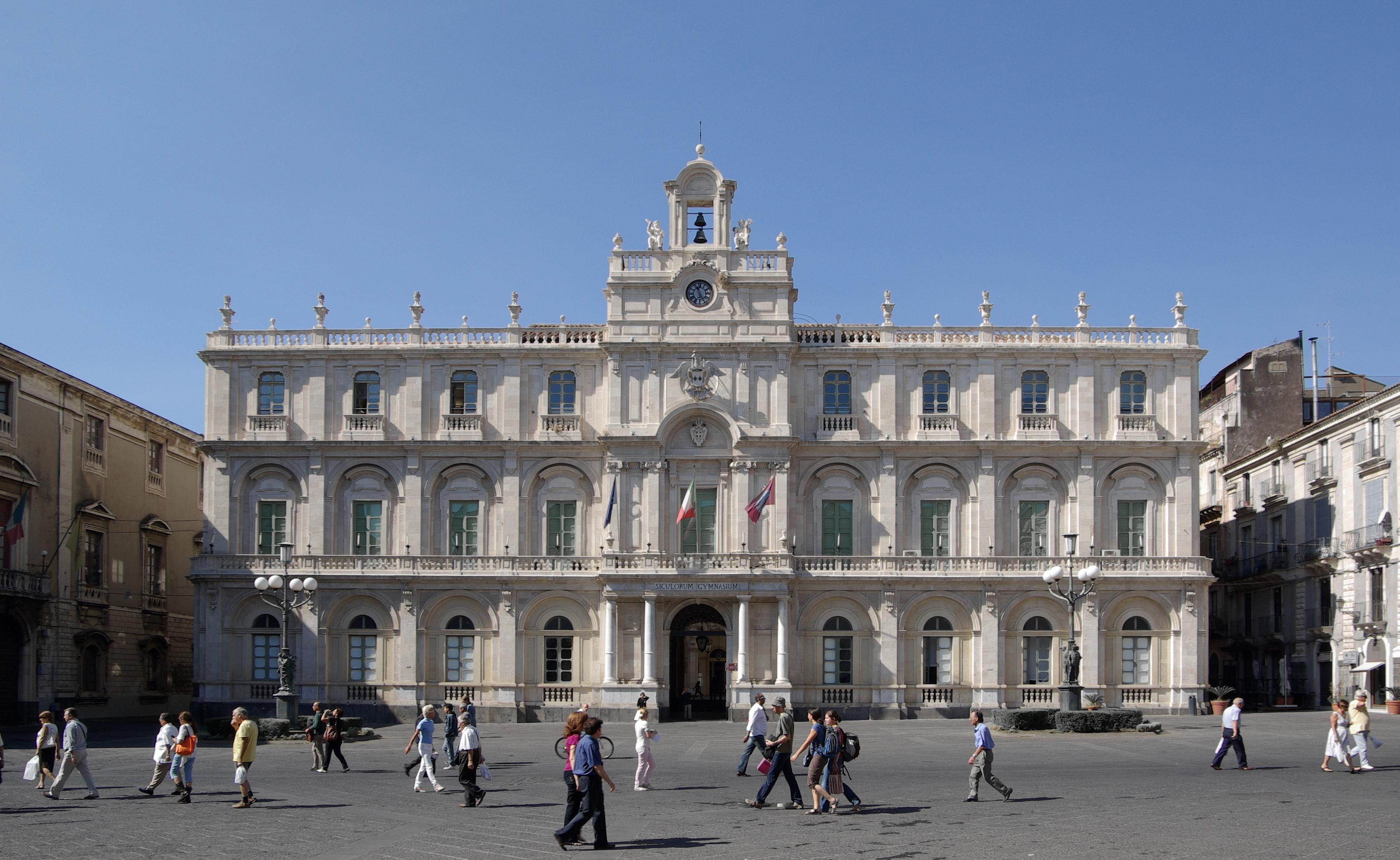
Palazzo dell'Università

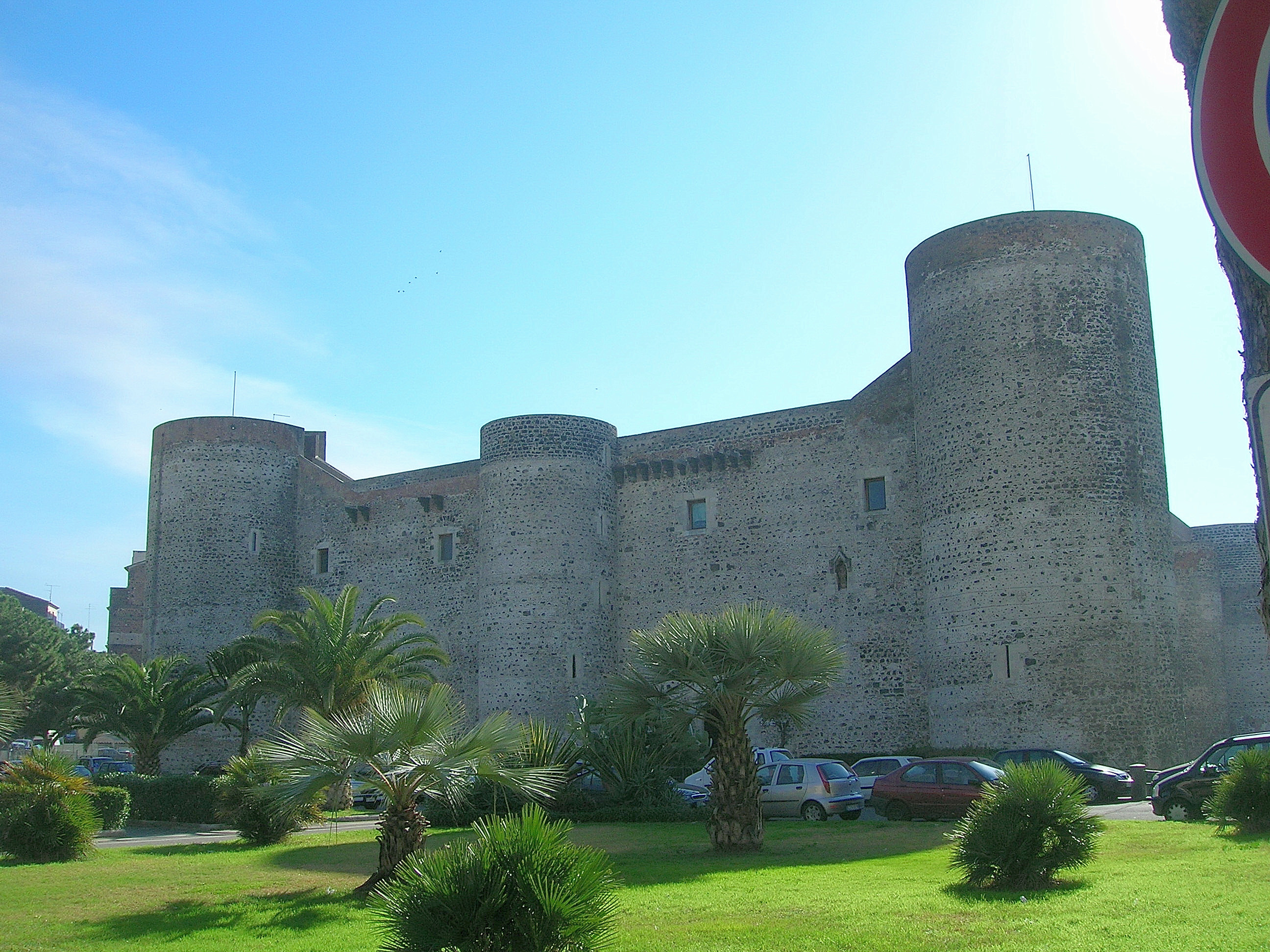
Castello Ursino

Catania (Nederlands, historisch: Catanië) is de op een na grootste stad van Sicilië, gelegen aan de oostkust van het eiland, aan de gelijknamige golf: de Golf van Catania. Het is de hoofdstad van de gelijknamige provincie Catania. In 2005 had de stad ruim 307.000 inwoners. De stad ligt aan de voet van de Etna, de actieve vulkaan die ongeveer 30 kilometer ten noorden van de stad ligt. Sint-Agatha is de beschermheilige van de stad.
Catania heeft de meeste theaters van het eiland. Er bevinden zich veel theatergroepen, zowel professionele als amateurtheatergroepen, in de stad.
Componist Vincenzo Bellini werd in 1801 in Catania geboren en beeldhouwer Emilio Greco in 1913. De hedendaagse populaire zangers Mario Venuti, Carmen Consoli en Patrizia Laquidara zijn eveneens uit Catania afkomstig.
Catania heeft een voetbalclub, die voor het laatst van het seizoen 2006-2007 tot 2013-2014 in de Italiaanse Serie A speelt.

## Geschiedenis
In de 8e eeuw v.Chr. werd de stad gesticht door Griekse kolonisten uit Chalkida. Catania kreeg zijn eerste wetten van Charondas van Katane in de 6e eeuw v.Chr. De stad ontwikkelde zich tot de belangrijkste haven van Sicilië in de 3e eeuw v.Chr. onder Romeinse heerschappij.
Catania werd in de jaren 440-441 geplunderd door de Vandalen onder leiding van Geiserik. Nadat de stad een periode was geregeerd door de Ostrogoten werd zij in 535 heroverd door het Oost-Romeinse Rijk. Catania werd de zetel van de Byzantijnse gouverneur van Sicilië.
Nadat de Aghlabidische moslims in 827 waren geland op Sicilië, voerden ze een lange oorlog om het te veroveren op de Byzantijnen. Catania werd volgens de Arabische geschiedschrijver Ibn al-Athir in 884 verwoest door de Arabieren. De stad zou tot 1071, het jaar waarin de Normandiërs de stad veroverden, tot het islamitische emiraat Sicilië behoren.
Na de Normandische verovering van de stad, werd zij bestuurd door bisschoppen. In de jaren 1194-1197 werd de stad geplunderd door Duitse soldaten tijdens en na de verovering van het eiland door keizer Hendrik VI. In 1232 kwam de stad in opstand tegen Hendriks zoon Frederik II. Frederik II bouwde later een groot kasteel in Catania en resideerde in de stad om de dominantie van de bisschoppen te beëindigen. Catania was een van de belangrijkste centra van de Siciliaanse Vespers, een opstand tegen het Huis Anjou-Sicilië in 1282. Na de opstand ging Sicilië behoren tot het koninkrijk Aragon. In de 14e eeuw won Catania aan belang omdat de stad werd verkozen als zetel van het parlement en de koninklijke zetel van het eiland. Catania verloor aan belangrijkheid in de vroege 15e eeuw toen Sicilië werd gedegradeerd tot een provincie van het grotere Koninkrijk Aragon, maar de stad behield een deel van haar autonomie en privileges. In 1434 stichtte koning Alfons V van Aragón het Siciliae Studium Generale, de oudste universiteit van Sicilië. Met de vereniging van de staat Castilia met de staat Aragon in het begin van de 16e eeuw, werd Sicilië een deel van het Spaanse imperium. De stad kwam in opstand tegen Spanje in 1516 en 1647.

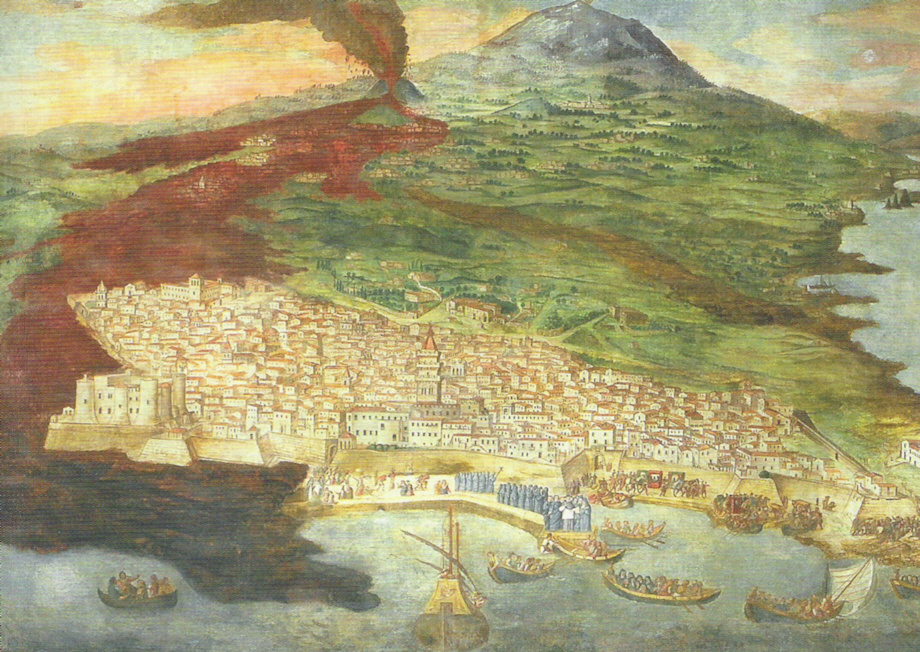
Uitbarsting van de Etna in 1669

In 1669 werden delen van de stad na een vulkaanuitbarsting van de Etna onder lava bedekt. De Zuid-Nederlander Carlos de Grünenbergh, hoofdingenieur van het vicekoninkrijk Sicilië, liet de stadsmuren herstellen en bouwde een fort in de haven (jaren 1680).
De aardbeving van 1693 verwoestte de stad grotendeels. In de daaropvolgende decennia werd de stad, onder leiding van Giovanni Battista Vaccarini, herbouwd in de bouwstijl van de Siciliaanse barok, die tegenwoordig nog steeds zeer kenmerkend is voor het stadscentrum. Aangezien vele gebouwen met de zwarte lavastenen werden herbouwd, staat de stad ook bekend als de Zwarte dochter van de Etna.
In 1860 veroverden de troepen van Giuseppe Garibaldi Sicilië voor het koninkrijk Sardinië op het koninkrijk der Beide Siciliën. Sinds 1861 maakt Catania deel uit van het verenigde Italië.
Vanaf 5 juni 1940 werden ongeveer 100.000 inwoners van Catania geëvacueerd naar de omliggende dorpen om hen in veiligheid te brengen. De stad was een doelwit tijdens de tweede Wereldoorlog. In juli 1943 werd de stad gebombardeerd tijdens de geallieerde invasie van Sicilië. De Duitse troepen verlieten de stad op 5 augustus 1943. Na de oorlog kreeg Catania net als andere Zuid-Italiaanse steden te maken met de maffia en de economische achterstand op de rijkere steden in het noorden van Italië. In de jaren zestig van de 20e eeuw was er een economische heropleving.

## Bezienswaardigheden
Het historische stadscentrum staat sinds 2002 samen met acht andere barokke steden in de Val di Noto op de Werelderfgoedlijst van UNESCO.

### Kerken
- De Kathedraal van Catania is aan de heilige Agatha gewijd. De oorspronkelijke kerk werd in de 11e eeuw gebouwd. Het huidige gebouw is na de aardbeving van 1693 gebouwd.
- De Badia di Sant'Agata is een voormalige abdij met een barokke kerk.
- De San Benedetto in de Via dei Crociferi, de mooiste barokke straat van Catania, is een typerend voorbeeld van de Siciliaanse barok.
- De Collegiata, in de stijl van de Siciliaanse barok, was oorspronkelijk de koninklijke paleiskapel.
- De San Nicolò l’Arenakerk, nog een kerk in Siciliaanse barok, is een dominicanerkerk en een van de grootste kerken in Sicilië.
- De San Placidokerk, in Siciliaanse barok, voormalige kerk van de benedictinessen.
- De Chiesa San Giovanni de' Fleres was een gotische kerk van de Hospitaalridders van Sint-Jan. Een vensterboog is nog te zien in de Via Cestae n° 2.
- Chiesa di San Michele Arcangelo ai Minoriti, kloosterkerk der Orde der Mindere Reguliere Clerici.

### Paleizen
- Het Palazzo Biscari is een groot paleis, gebouwd op de 16e-eeuwse stadsmuren.
- Het Palazzo degli Elefanti, aan het Piazza del Duomo, huisvest tegenwoordig het stadsbestuur van Catania.
- Het Palazzo Valle werd tussen 1740 en 1750 gebouwd.
- Het Palazzo dell'Università, gebouwd na de aardbeving van 1693, is de zetel van de rector magnificus van de Universiteit van Catania. Aan het Universiteitsplein staan nog andere barokke paleizen onder meer het Palazzo Gioeni.
- Het Palazzo di Giustizia, het Paleis van Justitie, werd tussen 1937 en 1953 onder leiding van architect Francesco Fichera gebouwd. Het gebouw heeft een neoclassicistische gevel en voor de ingang staat een bronzen beeld van Justitia gemaakt door M. M. Lazzaro. Andere gebouwen van architect Fichera zijn het hoofdpostkantoor en de Garage Musumeci.

### Overige bezienswaardigheden
- Voor de kathedraal op het Piazza del Duomo staat middenin de Fontana dell'Elefante (Olifantenfontein), het symbool van Catania. De zwarte uit lavasteen gebeeldhouwde olifant draagt een granieten obelisk. Aan de zijkant van het plein staat een kleinere fontein, uit marmer gemaakt: Fontana dell'Amenano.
- Het Romeinse theater was met 7000 zitplaatsen een van de grootste theaters van Sicilië.
- Het Romeinse amfitheater stamt uit de 2e eeuw n.Chr. en is bij opgravingen voor ongeveer een kwart blootgelegd.
- Thermen van Sant'Antonio, Romeinse thermen aan de Piazza Sant'Antonio.
- De Via Etnea is de hoofdstraat van Catania. De straat is ongeveer drie kilometer lang en loopt vanaf het Piazza del Duomo richting de Etna. Aan de Piazza Stesicoro bevinden zich zowel het Romeinse amfitheater als het Monument voor Vincenzo Bellini.
- Zowel het geboortehuis van de schrijver Giovanni Verga en het geboortehuis van de componist Vincenzo Bellini huisvest tegenwoordig een museum.
- Het Castello Ursino werd rond 1240 door Frederik II gebouwd. Het kasteel was in de 14e eeuw de residentie van de Aragonese koningen. Sinds 1934 huisvest het kasteel het Museo Civico, met een verzameling Griekse beelden.
- De Torre del Vescovo en het nabijgelegen Bastione degli Infetti zijn ruïnes maar waren in vroegere eeuwen zowel een militair bastion als een gasthuis.
- De Porta Garibaldi is een triomfboog uit 1768 ter ere van het huwelijk van koning Ferdinand III en Maria Carolina van Oostenrijk.
- Het Teatro Massimo Bellini is een 19e-eeuws operagebouw.
- Op de Piazza Carlo Alberto wordt bijna dagelijks een markt gehouden, een van de oudste van de stad.

## Festival van Sint-Agatha

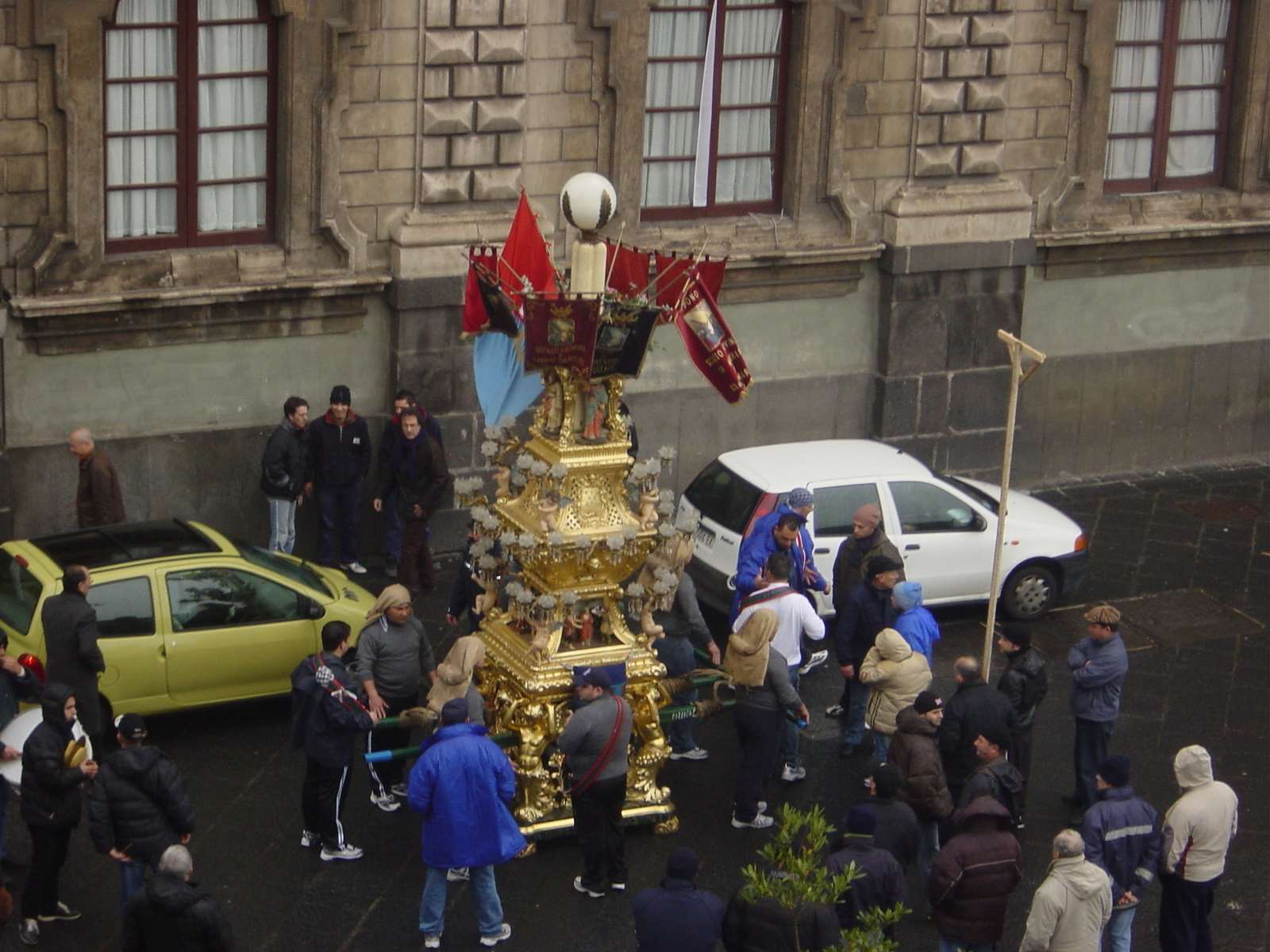
Een van de enorme kaarsen bij het festival van Sint-Aghatha in de eerste week van februari

Het grootste religieuze festival van Catania is het festival van Sint-Agatha, ter ere van de beschermheilige van de stad. Het festival vindt jaarlijks plaats op 3, 4 en 5 februari en trekt jaarlijks meer dan 200.000 mensen aan. Op de eerste dag worden grote kaarsen op de schouders van duizenden vrijwilligers door de straten van Catania gedragen. De daaropvolgend dag worden een reliekschrijn en enkele zilveren draagstoelen door de straten gedragen. Op de laatste dag wordt de reliekschrijn de kathedraal van Catania in gedragen en blijft daar tot het volgende jaar.

## Voetbal
Calcio Catania is de professionele voetbalploeg van Catania en speelt in het Stadio Angelo Massimino. Calcio Catania was meermaals actief op het hoogste Italiaanse niveau van de Serie A.

## Verkeer en vervoer
De stad heeft een commerciële haven, een luchthaven met zowel internationale als binnenlandse vluchten Catania-Fontanarossa. 
Het belangrijkste station van de stad is Catania Centrale en het ligt op samenkomen van treinlijnen: Messina–Syracuse, Palermo–Catania, Catania–Gela & Catania–Randazzo
In 1999 werd het eerste deel van de metro van Catania in gebruik genomen tussen de stations Borgo en Porto. De metro bestaat uit slechts één lijn met 11 stations en is het meest zuidelijk gelegen metronetwerk van Europa.

## Partnersteden
- Phoenix, Verenigde Staten
- Grenoble, Frankrijk
- Ottawa, Canada
- Oświęcim, Polen